# Money/Any Colour You Like
Money/Any Colour You Like è un singolo del gruppo musicale britannico Pink Floyd, pubblicato il 7 maggio 1973 come primo estratto dall'ottavo album in studio The Dark Side of the Moon.

## Descrizione

### Money
Il testo della canzone è stato composto dal bassista Roger Waters ed è un'ironica critica all'eccessivo attaccamento al denaro, uno dei "lati oscuri" della natura umana, cause di disagio e sofferenza, che costituiscono il tema centrale di The Dark Side of the Moon. È opinione comune che il denaro sia la radice di tutti i mali odierni, osserva Waters, ma nessuno è mai davvero disposto a privarsene. È opinione diffusa che Waters si sia ispirato al libro di George Eliot, il celebre Silas Marner, per la scrittura del testo.
È inoltre uno dei quattro brani che i Pink Floyd eseguirono al Live 8 il 2 luglio 2005, serata nella quale sono tornati ad esibirsi insieme per la prima ed ultima volta dopo 24 anni.
Dal punto di vista musicale presenta strofe in tempo irregolare (7/4), caratteristica non insolita per un certo rock degli anni settanta ma caso unico per i Pink Floyd, nonché piuttosto rara per un singolo di successo. Al pari di tutte le canzoni dello stesso album, che vedono un largo uso di effetti sonori (grazie anche al tecnico del suono Alan Parsons), Money si apre con vari rumori di un registratore di cassa e suoni di monete opportunamente loopati in modo da scandire il tempo in 7/4, fino all'attacco vero e proprio del brano. Un'ipotesi alternativa è che si tratti invece di una slot machine meccanica, di cui si sente l'introduzione della moneta, il tiro-rilascio della leva (da qui il nomignolo "one-arm bandit" dato alla macchina mangiasoldi), la rotazione dei rulli.

riff di basso in 7/4

Il primo strumento ad entrare in scena è il basso, seguito poi da tutti gli altri. A metà canzone è anche presente un assolo di sassofono, suonato da Dick Parry, amico di Gilmour che fu scelto senza indugi, dal momento che era in grado di suonare un assolo in 7/4. Dopo l'assolo, il tempo cambia da 7/4 ad un più comune 4/4 sul quale David Gilmour esegue un assolo di chitarra per vari "giri", separati da un riff molto ben riconoscibile, suonato all'unisono da tutti gli strumenti. Gilmour ha dichiarato in un'intervista che il cambio di tempo avesse anche lo scopo di «rendergli la vita più facile» nell'assolo.
Dopo la ripresa del cantato, e il ritorno alla struttura metrica iniziale, Il brano sfuma su un tempo nuovamente di 4/4, con la voce che ripete ad oltranza la parola "away" (l'ultima del testo) mentre tornano i frammenti di parlato, che ricorrono in tutto il disco e che in questa sezione trattano di episodi di violenza verso il prossimo. Il tutto si dissolve nel tappeto di organo che costituisce l'introduzione di Us and Them, brano successivo. Particolare la versione Live inserita nell'album Delicate Sound of Thunder in cui, dopo l'assolo di Gilmour, l'esecuzione del brano vira su un tempo reggae e dà lo spunto all'originale assolo di basso di Guy Pratt; dopo di ciò inizia la parte in cui si evidenziano i "giochi" di tastiera/organo Hammond della coppia Wright/Carin in puro stile jazzistico per poi ritornare sull'assolo di chitarra e quindi proseguire con l'ultimo cantato. Una versione simile sebbene con differenti fraseggi strumentali è stata eseguita a Venezia nel 1989.

### Any Colour You Like
Si tratta di un brano strumentale scritto dal chitarrista David Gilmour, dal tastierista Richard Wright e dal batterista Nick Mason ed è l'unico dell'album a non essere accreditato a Roger Waters.

## Tracce
Lato A
1. Money – 6:30 (Roger Waters)

Lato B
1. Any Colour You Like – 3:26 (musica: David Gilmour, Nick Mason, Rick Wright)

## Classifiche
| Classifica (1973)             | Posizione massima |
| ----------------------------- | ----------------- |
| Stati Uniti                   | 13                |
| Stati Uniti (mainstream rock) | 37                |